# کریستین هندریک پرسون
کریستین هندریک پرسون (انگلیسی: Christiaan Hendrik Persoon؛ ۱ فوریه ۱۷۶۱ – ۱۶ نوامبر ۱۸۳۶) یک دانشمند در زمینه قارچ‌شناسی اهل هلند بود.